# Abbaye de la Fille-Dieu
L'abbaye de la Fille-Dieu est un monastère de moniales cisterciennes se trouvant près de la ville de Romont dans le canton de Fribourg (Suisse). Fondée au XIIIe siècle, l'abbaye a connu les vicissitudes de l'histoire mais la louange de Dieu et la vie monastique ne furent jamais interrompues. Au début du XXe siècle, elle s'affilia à l'Ordre cistercien de la stricte observance (trappiste). 

## Histoire

### Six premiers siècles
Juliette, Pernette et Cécile de Villa, trois jeunes femmes de la Glâne fribourgeoise installent au début de 1266 une maison de prière près de Romont. En 1268, l'évêque de Lausanne, lors d'une visite de cette petite communauté, lui donne le nom de Fille-Dieu.
Pour des raisons financières, l'édification de l'église Notre-Dame est lente. Celle-ci n'est consacrée qu'en 1346. Peu aprèsm la toiture fut la proie des flammes et sa reconstruction fut entreprise vers 1360.
Dès le début, les moniales vécurent sous la règle de saint Benoît, en adoptant l'interprétation cistercienne entre 1346 et 1348. Durant cette période, la supérieure de la communauté portait le titre de prieure.
Le prieuré fut élevé au rang d'abbaye en 1349. Elle reçut le droit de combourgeoisie de Romont en 1463. Une première rénovation de l'église eut lieu au milieu du XVe siècle.
Sous l'influence de l'abbaye d'Hauterive et de son abbé, Moennat, l'observance stricte de la règle, avec clôture (1613) et abstinence perpétuelle, fut introduit au début du XVIIe siècle. Cette réforme se maintint environ 140 ans. Durant le XIVe siècle, l'abbaye connut une certaine prospérité mais le siècle suivant fut plus difficile et les bâtiments, mal entretenus, furent gravement endommagés et l'église profanée par les soldats lors des guerres de Bourgogne (1474-1477). L'abbaye retrouva une certaine prospérité jusqu'en 1730 puis, à la suite de nouvelles difficultés, l'abbaye dut faire appel à l'aide de l'État de Fribourg à qui elle vendit une partie de ses biens en 1776.

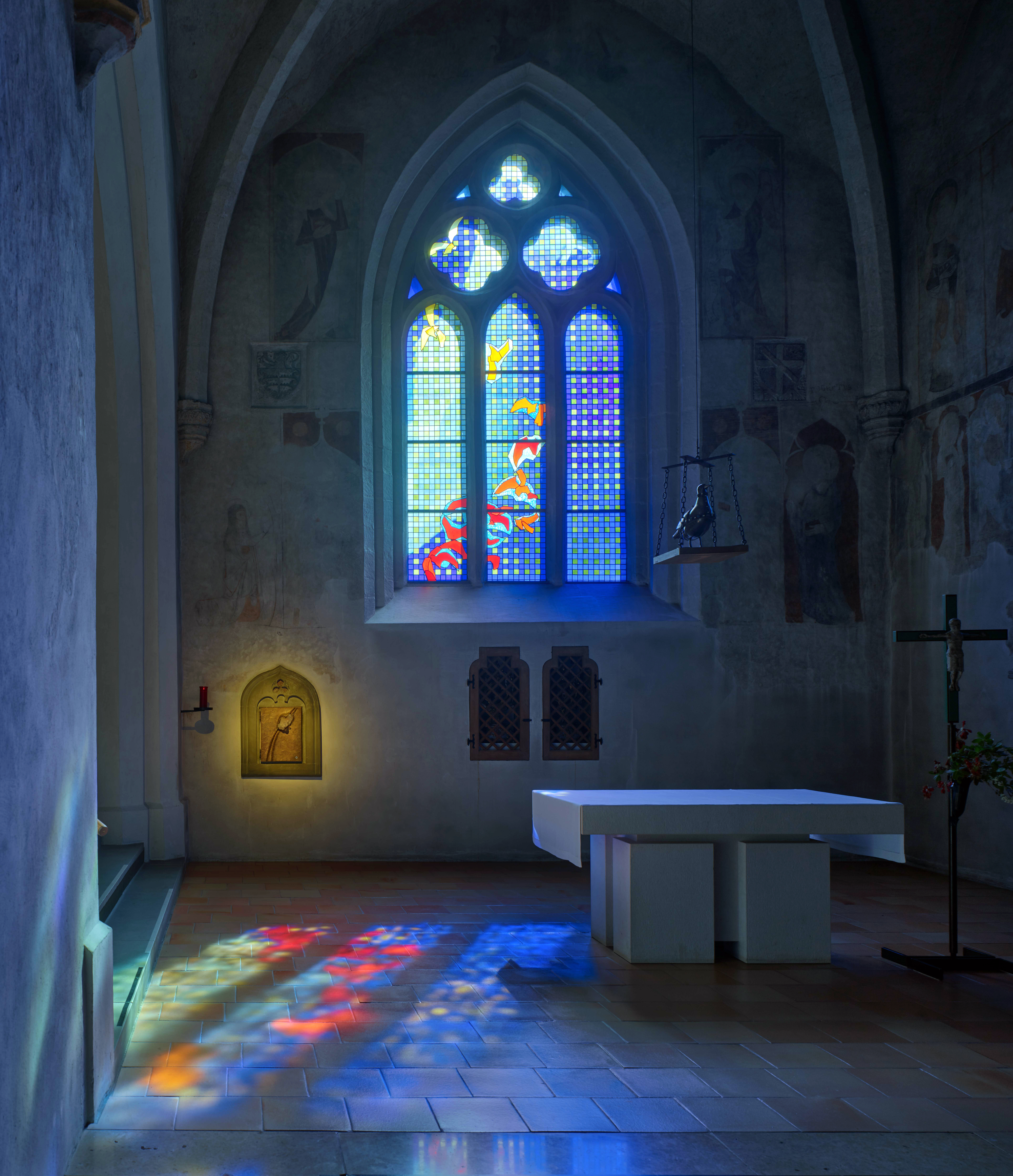
Les vitraux de la Fille-Dieu de l'artiste britannique Brian Clarke.

### Temps modernes
En 1847, la congrégation helvétique à laquelle appartenait Fille-Dieu n'existe plus. De plus en 1848, à la suite de la Guerre du Sonderbund, l'abbaye d'Hauterive, abbaye-mère de la Fille-Dieu depuis la disparition d'Hautcrêt en 1536, fut supprimée. L'abbaye passa sous la juridiction du Saint-Siège, exercée d'abord par la nonciature en Suisse puis par l'évêque du diocèse de Lausanne, Genève et Fribourg.
Après le concile Vatican I, l'église subit d'importantes transformations (1873).
Grâce à l'abbesse Lutgarde Menétrey († 19 octobre 1919) l'abbaye obtient son rattachement à l'Ordre cistercien de la stricte observance en 1906. La Fille-Dieu est alors placée sous la juridiction de l'abbé du Mont-des-Olives (Haut-Rhin). Son exemption est supprimée en 1956 et l'abbaye dépendra de nouveau directement de l'évêque du diocèse de Lausanne, Genève et Fribourg.
Le 14 août 1975, Hortense Berthet est élue abbesse par la communauté monastique (40e Abbesse). Les premiers travaux de cette nouvelle mère Abbesse concernent la bibliothèque de l'abbaye dont les rayons s'enrichissent rapidement en titres et disciplines variées. Ensuite, elle souhaite restaurer l'église qui a été défigurée à la fin du XIXe siècle. Ainsi, en 1990 une grande rénovation est entreprise : les bâtiments monastiques sont modernisés (cloître, cellule, scriptorium) et l'église abbatiale restaurée : de nouveaux et lumineux vitraux dus à Brian Clarke sont montés. Les anciennes stalles (datant de 1618) sont réinstallées dans le chœur. Une nouvelle dédicace a lieu le 31 août 1996.
Le 15 juillet 1999, la communauté monastique a élu Marie-Claire Pauchard nouvelle abbesse (41e Abbesse). Elle reçut la bénédiction abbatiale le 25 septembre 1999 de Bernard Genoud.

## Liste des abbesses
- 1268/1269 : Julietta de Villa[6]
- 1314/1315 : Marguerite[6]
- 1310-1334/1335 : Perreta de Villa[7]
- 1344/1345-1348/1349 : Margareta de Wistarnens[7]
- 1352-1370 : Jaqueta de Billens[8]
- 1369-1383/1384 : Amphelixia de Billens[9]
- 1384-1396 : Johanneta de Billens[10]
- 1405-1417 : Agnès Chamossaz[11]
- 1417-1428 : Catherine Blanchy[11]
- 1432/1433-1447 : Isabelle d' Illens[11]
- 1443/1444-1455/1456 : Alexia Lucenaz[12]
- 1455/1456-1468 : Briancia Fabri[13]
- 1471-1478 : Alexia Clavaz[14]
- 1480/1481-1496 : Catherine de Billens[15]
- 1497-1512/1513 : Francesia Octonens[16]
- 1513/1514-1519 : Claude de Glérens[16]
- 1519-1544 : Catherine Musy[17]
- 1532 : Francisca de Dortan[18]
- 1546/1547-1562 : Suzanne de Clery[18]
- 1562-1563 : Anastasia de Gruyère[18]
- 1565-1570 : Claude Malliard[19]
- 1571-1596 : Ancille de Valeyze[20]
- 1596-1613 : Marie Chassot[21]
- 1613-1650 : Marie Moënnat[22]
- 1650-1669 : Marie Heidt[23]
- 1669-1673 : Marie-Cécile Malliard[24]
- 1673-1707 : Marie-Joseph Malliardoz[25]
- 1707-1717 : Marie-Ludivine Uffleguer[26]
- 1717-1727 : Marie-Gertrude Bralliard[26]
- 1727-1734 : Marie-Hyacinthe Reynold[27]
- 1734-1759 : Marie-Colombe Gady[28]
- 1759-1780 : Marie-Reine Reynold[28]
- 1780-1791 : Marie-Geneviève de Vevey[29]
- 1791-1828 : Marie-Madeleine Loup[30]
- 1828-1829 : Marie-Caroline Castella[30]
- 1829-1847 : Marie-Thérèse Dupont[30]
- 1847-1883 : Marie-Caroline Perrier[31]
- 1883-1919 : Marie-Lutgarde Menétrey[32]
- 1919-1934 : Marie-Gabriel Rime[33]
- 1935-1961 : Marie-Lutgarde Fasel[33]
- 1961-1974 : Marie-Régina Chavaillaz[33]
- 1975-1999 : Marie-Hortense Berthet[33]
- Depuis 1999 : Marie-Claire Pauchard